# Вілле Койстінен
Вілле Койстінен (фін. Ville Koistinen; 17 червня 1982, м. Оулу, Фінляндія) — фінський хокеїст, захисник. Виступає за «Лангнау Тайгерс» у НЛА.
Вихованець хокейної школи «Ільвес» (Тампере). Виступав за «Ільвес» (Тампере), «Мілвокі Адміралс» (АХЛ), «Нашвілл Предаторс», «Флорида Пантерс», «Рочестер Амеріканс» (АХЛ), ХК «Шеллефтео», «Салават Юлаєв» (Уфа), «Давос».
В чемпіонатах НХЛ — 103 матчі (8+24). В чемпіонатах Фінляндії — 315 матчів (40+82), у плей-оф — 24 матчі (0+7). В чемпіонатах Швеції — 31 матч (4+8). 
У складі національної збірної Фінляндії учасник чемпіонатів світу 2007, 2008 і 2009 (15 матчів, 2+3). 
Досягнення
- Срібний призер чемпіонату світу (2007), бронзовий призер (2008)
- Бронзовий призер чемпіонату Фінляндії (2000)
- Срібний призер чемпіонату Швеції (2011).